# Eugenia nervosa
Eugenia nervosa là một loài thực vật có hoa trong Họ Đào kim nương. Loài này được Lour. mô tả khoa học đầu tiên năm 1790.